# Бингли, Вард
Вард Бингли (около 1755 (крещён 27 января 1757), Роттердам — 26 июня 1818, Гаага) — нидерландский актёр и театральный деятель.

## Биография
Родился в семье английских эмигрантов: его дед переехал в Роттердам в 1722 году. Отец Варда, Уильям, был успешным виноторговцем и имел в браке двенадцать детей, Вард был седьмым ребёнком. Хотя его мать придерживалась католического вероисповедания, отец, бывший англиканином, настоял на крещении детей в его вере. С детских лет отец готовил Варда к работе в виноторговле, под его влиянием последний изучил английский и французский языки. Бингли работал вместе с отцом с 1770 года, затем был отправлен в ученики к брату матери, который также торговал вином, однако спустя несколько месяцев принял решение стать актёром, что привело, как предполагается, к конфликту с семьёй. В 1771 году его отец продал свою лавку и уехал из Роттердама, но Вад остался в городе.
Выступать Бингли начал, как предполагается, в возрасте между 14-ю и 18-ю годами, весной 1772 года присоединившись к гаагской актёрской труппе, но затем вернувшись в Роттердам. Достоверно известно, что 18 сентября 1775 года он вышел на сцену, будучи членом труппы Мартина Корвера. Его контракт с Роттердамским театром истёк в марте 1776 года, до этого времени он сыграл всего несколько ролей. Однако после успешных выступлений в апреле 1776 года Бингли неожиданно стал очень популярен у зрителей, после чего с ним заключили новый контракт, уже не прерывавшийся. Он сделал в Роттердамском театре довольно успешную карьеру и выступал в нём (с перерывами) до 1784 года. В 1779 году заработки Корвера в Роттердаме упали, ввиду чего он решил вернуться в Гаагу. Отношения Бингли с новым руководством театра стали очень напряжёнными, в том числе из-за его политических взглядов. В январе 1781 года Роттердамский театр был закрыт по причине начала очередной Англо-голландской войны, хотя такие меры предпринимались не во всех городах, поэтому с начала 1782 года Бингли и ряд других актёров выступали в Лейдене, Гааге, Флиссингене и Мидделбурге. Летом 1782 года он женился. 1 сентября 1783 года, после подписания перемирия, театр в Роттердаме был вновь открыт, и Бингли, по причине отсутствия других кандидатур, возглавил театр, однако в августе следующего года из-за неумелого руководства учреждение было объявлено банкротом.
После банкротства Бингли переехал в Амстердам, где дебютировал на сцене 2 октября 1784 года, где имел большой успех, подписал с местным театром контракт на большую сумму и в 1786 году устроил в театр и свою супругу. После вторжения в Нидерланды в январе 1795 года французских войск театр был закрыт всего на два дня, открывшись уже 21 января. Тем не менее весной того же года он из-за конфликтов с французскими цензорами, как и его супруга и несколько коллег, ушёл в отставку и в апреле сформировал труппу, которая начала выступать в Гааге и его родном Роттердаме. Первоначально они выступали преимущественно в Роттердаме, но затем перенесли значительную часть своих выступлений в Гаагу и Лейден, а в летние сезоны выступали и в других городах; с 1805 года труппа Бингли стала выступать преимущественно в Гааге. В 1813 году он возглавил новый театр в Гааге, но первоначально находился в конфликте с властями из-за своих антифранцузских настроений, однако после возвращения к власти в ноябре того же года принца Оранского получил от последнего большую поддержку. С 1815 года труппа Бингли получила статус королевской и называла себя «королевским театром Южной Голландии». Последний раз на сцене Бингли сыграл 10 марта 1818 года.
Хотя он выступал в основном как трагик, но был, по описаниям, превосходен и в комедиях. В современных Нидерландах Бингли считается крупнейшим театральным деятелем страны на рубеже XVIII—XIX веков.